# Zuzanna Smykała
Zuzanna Smykała (* 10. Januar 1990 in Chorzów) ist eine ehemalige polnische Snowboarderin. Sie startete im Snowboardcross.

## Werdegang
Smykała, die für den KS AZS-AWF Katowice startete, nahm im Januar 2007 in Kühtai erstmals am Europacup teil, wobei sie den 54. Platz im Parallelslalom errang. Im Snowboard-Weltcup trat sie erstmals zu Beginn der Saison 2010/11 in Lech am Arlberg an und kam dabei auf die Plätze 23 und 21 im Snowboardcross. Im weiteren Saisonverlauf wurde sie bei der Winter-Universiade 2011 in Erzurum Achte und fuhr bei den Snowboard-Weltmeisterschaften 2011 in La Molina auf den 21. Platz. In den Jahren 2012 und 2013 wurde sie polnische Meisterin im Snowboardcross. Zudem errang sie bei den Snowboard-Weltmeisterschaften 2013 im Stoneham den 27. Platz. Bei der Winter-Universiade 2013 in Monte Bondone gewann sie die Bronzemedaille und belegte bei der Winter-Universiade 2015 in der Sierra Nevada den siebten Platz. Zwei Jahre später kam sie dort bei den Weltmeisterschaften auf den 22. Platz. In der Saison 2017/18 erreichte sie mit Platz zehn in La Molina ihre einzige Top-Zehn-Platzierung im Weltcup und zum Saisonende mit dem 22. Platz im Snowboardcross-Weltcup ihr bestes Gesamtergebnis. Beim Saisonhöhepunkt, den Olympischen Winterspielen 2018 in Pyeongchang, belegte sie den 20. Platz. Ihren 45. und damit letzten Weltcup absolvierte sie im März 2019 im Baqueira-Beret, welchen sie auf dem 29. Platz beendete.

## Teilnahmen an Weltmeisterschaften und Olympischen Winterspielen

### Olympische Winterspiele
- 2018 Pyeongchang: 20. Platz Snowboardcross

### Snowboard-Weltmeisterschaften
- 2011 La Molina: 21. Platz Snowboardcross
- 2013 Stoneham: 27. Platz Snowboardcross
- 2017 Sierra Nevada: 22. Platz Snowboardcross
- 2019 Solitud: 23. Platz Snowboardcross

## Weltcup-Gesamtplatzierungen
| Saison  | Snowboardcross | Snowboardcross |
| Saison  | Punkte         | Platz          |
| ------- | -------------- | -------------- |
| 2010/11 | 200            | 36.            |
| 2011/12 | 350            | 27.            |
| 2012/13 | 322            | 28.            |
| 2013/14 | 50             | 39.            |
| 2015/16 | 408            | 25.            |
| 2016/17 | 430            | 26.            |
| 2017/18 | 1068           | 22.            |
| 2018/19 | 380            | 24.            |